# Паисий Величковский
Схиархимандри́т Паи́сий (Паи́сий Ня́мецкий, в миру Пётр Ива́нович Величко́вский; 21 декабря 1722, Полтава — 15 (26) ноября 1794, Нямецкий монастырь) — святой прославленный и почитаемый рядом православных церквей, монах; клирик Константинопольского патриархата; переводчик святоотеческих сочинений и «Добротолюбия».
Память — 15 ноября в Соборе Молдавских святых.
Переводил святоотеческие труды и почитается восстановителем монашеских традиций исихазма и «умной молитвы».
Служение проходило на территории Малороссии (Российская империя), на Афоне (тогда Оттоманская империя), в Молдавии.

## Биография
Родился в городе Полтаве в семье малороссийского протоиерея Иоанна, потомственного священника, мать Ирина была из выкрестов; был одиннадцатым ребёнком. Пётр учился в Киевской духовной школе. После трёх лет обучения он вернулся домой и сообщил матери о намерении оставить школу и уйти в монастырь — намерении, которое мать не одобрила.
По совету черниговского старца Пахомия в 17 лет отправился в Любеч к иеросхимонаху Иоакиму; но по прошествии трёх месяцев его жизни в монастыре в связи с назначением нового настоятеля Петру пришлось удалиться из монастыря. После скитаний по разным малороссийским обителям поступил в Медведовский монастырь под Чигирином; был в 1741 году пострижен в рясофор с именем Парфений, однако носил в монашестве имя Платон из-за ошибки братии монастыря, перепутавшей имена двух послушников, одновременно принявших постриг.
После захвата Медведевского монастыря униатами перешёл в Киев, где работал в типографии Киево-Печерской лавры, овладев там искусством чеканки по меди.
Затем направился в Молдовалахию, где жил в монастыре Святого Николая — Трейстены, а вскоре перешёл в скит Кырнул. В молдавских монастырях всего пробыл около трёх лет, подвизаясь под руководством старцев Василия Поляномерульского, Михаила и Онуфрия.
Двадцати четырёх лет предпринял путешествие на Святую Гору Афон (Греция), куда он и его спутник иеромонах Трифон прибыли 4 июля 1746 года, в канун памяти преподобного Афанасия Афонского; поселился в монастыре Пантократор.

### Монах
В 1750 году на Святую Гору прибыл молдавский учитель Платона — схимонах Василий, который постриг Платона в мантию с наречением ему имени Паисий.
В 1758 году, на 36-м году жизни, Паисий был рукоположён в иеромонаха. При увеличении числа своей братии, по их просьбе, Паисий испросил у Пантократора старую келию пророка Илии и приступил к устройству скита Пророка Илии, став основателем одного из крупнейших скитов на Афоне.
Со временем в связи с военными действиями между Россией и Турцией, в которую были вовлечены и греческие монахи Афона, решил уйти вместе со своей братией в Молдовалахию, где положил труды к совершенствованию тамошней монашеской жизни. По благословению митрополита Молдавского в Яссах получил в 1763 году Свято-Духов монастырь в Драгомирне в Буковине, где установил строгий общежительный порядок, причём богослужение совершалось и на церковнославянском, и на молдавском литургических языках (румынского языка, как названия, в 18 веке еще не существовало).
В годы руководства монастырём Паисий принял великую схиму. После того как Драгомирна по окончании русско-турецкой войны (по договору 1774 года) перешла к Австро-Венгрии, управлял Секульским монастырём, откуда в 1779 году перешёл в Нямецкий (близ города Тыргу-Нямц).
В 1790 году в Нямецком монастыре, который к тому времени был занят российскими войсками, архиепископом Екатеринославским и Херсонским (кафедра тогда была в Полтаве) Амвросием (Серебрениковым), за год до того назначенным местоблюстителем Молдо-Влахийской экзархии, был возведён в сан архимандрита.
В Нямецкой лавре он много трудился над переводами святоотеческих сочинений и создал славянский свод (перевод) «Добротолюбия».

### Имена Величковского
- В миру Пётр
- изменили имя при пострижении в рясофор на Парфений или Платон
- при постриге в малую схиму его мантийным именем стало Паисий[6]

## Наследие
Переводы Паисия с греческого на «славенский» (церковнославянский) язык долгое время были единственными в Малороссии и Российской Империи и читались повсюду. Таковы: сборник «Добротолюбие», сочинения преподобного Исаака Сирина, Феодора Студита, преподобных Варсонофия и Иоанна, святителя Григория Паламы, преподобного Максима Исповедника, святителя Иоанна Златоуста и многое другое.
В Нямецком монастыре хранится более тридцати рукописей, написанных непосредственно Паисием Величковским, которые содержат его многочисленные правки.
Широко известны поучительные труды Паисия Нямецкого (Величковского). Важную роль в учении Паисия занимает аскетика, которая включает в себя «размышления о смерти» и «Иисусову молитву».
Историк Георгий Федотов называл Паисия Величковского «отцом русского старчества». Непосредственно связанная с ним Оптина пустынь и Свято-Успенская Саровская пустынь сделались двумя центрами духовной жизни: «два костра, у которых отогревается замёрзшая Россия».
Паисий оказал значительное влияние на многих православных подвижников России конца XVIII и XIX веков. Преподобный Серафим Саровский получил благословение на уход в Саров от затворника Китаевской пустыни (под Киевом) старца Досифея, который был духовно связан с обителью преподобного Паисия и направлял туда своих учеников. Сборник «Добротолюбие» был настольной книгой Серафима Саровского (принявшего постриг с именем Серафима в 1786 году, славянское «Добротолюбие» вышло в свет в 1793 году). С духовным наследием Паисия связана история старчества в Оптиной пустыни. Первые оптинские старцы — преподобные Лев (Леонид), Макарий, Моисей — были прямыми учениками учеников преподобного Паисия, а их учеником явился святой Амвросий Оптинский.
Паисий Величковский был прославлен в лике святых на Поместном соборе Русской православной церкви 1988 года.
Память — 15 ноября по юлианскому календарю.
Служение Паисия Величковского в Нямецком монастыре - один из центральных сюжетов романа И. П. Друцэ «Белая церковь».